# Ахмед I ібн Мухаммед
Абу Ібрагім Ахмед I ібн Мухаммед ібн аль-Аглаб (араб. أبو إبراهيم أحمد بن محمد بن الأغلب; бл. 835 — 28 грудня 863) — 6-й емір держави Аглабідів у 856—863 роках.

## Життєпис
Походив з династії Аглабідів. Старший син еміра Мухаммеда І. Посів трон після смерті батька 856 року. Загалом продовжив зовнішню і внутрішню політику попередника.
Більше уваги приділяв розвитку господарства держави, насамперед розширенню площ зрошувальних земель. Також підтримував науковців, письменників, істориків, правників та знавців Корану. Була здійснена реконструкція мечеті аз-Зайтуна в Тунісі та розширено мечеть Уби ібн Нафі в Кайруані. Pбудовано водосховища в Кайруані та Сусі.
Разом з тим наступ Аглабідів на Сицилії тривав. 857 року було захоплено Чефалу. У 858 році в дводенній запеклій морській битві неподалік від Апулії флот Аглабідів зазнав поразки від візантійців. У свою чергу 859 року аглабідським військам вдалося захопити важливу фортецю Енну, внаслідок чого встановити владу над центральною Сицилією. Того ж року після перемог у битві біля Кефали й морській битві біля Сиракуз мусульмани обмежили візантійців містами Тавроменій і Сиракузи. Згодом 865 року відбувалися сутички в Східній Сицилії.
У 859 році в Триполітанії почалося повстання берберського племені зафар, що підтримало хариджитів. Протягом року повстання було придушено.
Помер Ахмед I в 863 році. Йому спадкував брат Зіядет-Аллах ІІ.